# Campeonato Juvenil de la AFC 1996
El Campeonato Juvenil de la AFC 1996 se jugó del 17 al 31 de octubre en Seúl y Suwon, Corea del Sur y contó con la participación de 10 selecciones juveniles de Asia surgidas de una ronda clasificatoria.
El anfitrión Corea del Sur venció en la final a China para ganar su octavo título del torneo.

## Participantes
| - Catar - China - Irán - Japón - Corea del Sur (anfitrión) | - India - Tailandia - Emiratos Árabes Unidos - Bangladés - Siria |

## Fase de grupos

### Grupo A
| País          | J | G | E | P | GF | GC | GD  | PTS |
| ------------- | - | - | - | - | -- | -- | --- | --- |
| Corea del Sur | 4 | 4 | 0 | 0 | 14 | 3  | +11 | 12  |
| UAE           | 4 | 2 | 1 | 1 | 9  | 6  | +3  | 7   |
| Tailandia     | 4 | 1 | 1 | 2 | 3  | 7  | -4  | 4   |
| Irán          | 4 | 0 | 3 | 1 | 1  | 2  | -1  | 3   |
| Bangladés     | 4 | 0 | 1 | 3 | 3  | 12 | -9  | 1   |

| Equipo 1      | Resultado | Equipo 2      |
| ------------- | --------- | ------------- |
| Bangladés     | 1-6       | UAE           |
| Corea del Sur | 4-0       | Tailandia     |
| Tailandia     | 0-0       | Irán          |
| UAE           | 0-3       | Corea del Sur |
| Irán          | 0-0       | Bangladés     |
| UAE           | 3-2       | Tailandia     |
| Irán          | 0-0       | UAE           |
| Corea del Sur | 5-2       | Bangladés     |
| Irán          | 1-2       | Corea del Sur |
| Bangladés     | 0-1       | Tailandia     |

### Grupo B
| País  | J | G | E | P | GF | GC | GD | PTS |
| ----- | - | - | - | - | -- | -- | -- | --- |
| China | 4 | 4 | 0 | 0 | 11 | 5  | +6 | 12  |
| Japón | 4 | 3 | 0 | 1 | 10 | 3  | +7 | 9   |
| Siria | 4 | 2 | 0 | 2 | 5  | 5  | 0  | 6   |
| India | 4 | 0 | 1 | 3 | 2  | 6  | -4 | 1   |
| Catar | 4 | 0 | 1 | 3 | 3  | 12 | -9 | 1   |

| Equipo 1 | Resultado | Equipo 2 |
| -------- | --------- | -------- |
| Catar    | 1-1       | India    |
| Siria    | 1-3       | Japón    |
| Japón    | 1-2       | China    |
| Catar    | 0-2       | Siria    |
| India    | 1-2       | China    |
| Japón    | 4-0       | Catar    |
| Catar    | 2-5       | China    |
| Siria    | 1-0       | India    |
| China    | 2-1       | Siria    |
| India    | 0-2       | Japón    |

## Fase Final

### Semifinales
| Equipo 1      | Resultado | Equipo 2               |
| ------------- | --------- | ---------------------- |
| Corea del Sur | 1-0       | Japón                  |
| China         | 5-1       | Emiratos Árabes Unidos |

### Tercer Lugar
| Equipo 1 | Resultado   | Equipo 2 |
| -------- | ----------- | -------- |
| Japón    | 2-2 (3-4 p) | UAE      |

### Final
| Equipo 1      | Resultado | Equipo 2 |
| ------------- | --------- | -------- |
| Corea del Sur | 3-0       | China    |

## Campeón
| Campeonato Juvenil de la AFC 1996 |
| --------------------------------- |
| Bandera de Corea del Sur          |
| Corea del Sur 8º Título           |

## Clasificados al Mundial Sub-20
| - Corea del Sur - China | - Emiratos Árabes Unidos - Japón |